# یان فان آیدن
یان فان آیدن (انگلیسی: Jan van Eijden؛ زادهٔ ۱۰ اوت ۱۹۷۶) دوچرخه‌سوار اهل آلمان است.
وی در مسابقات کشوری و بین‌المللی در مجموع برندهٔ ۲ مدال طلا، ۱ مدال نقره، ۱ مدال برنز شده‌است.